# Tantadruj
Tantadruj je novela Cirila Kosmača, ki je prvič izšla leta 1959 v reviji Naša Sodobnost, leta 1964 pa prvič v knjižni izdaji. Delo literarni zgodovinarji uvrščajo v sam vrh Kosmačeve pripovedne proze. 

## Povzetek zgodbe
Snov za novelo izhaja iz ljudske pripovedi, ki jo je avtorju kot otroku pripovedovala mati. Zgodba je o norčku Tantadruju, ki si je želel umreti. Način na katerega bi lahko umrl, vedno najprej zaupa župniku, a mu ta vse poskuse prepreči. Pove mu, da mora trpeti, preden pride do jame. Iz tega norček sklepa, da se mora dati zakopat. Ko se nekega večera norci odpravljajo k Hotejcu, odidejo na pokopališče in Tantadruja živega zakopljejo. Matic gre zvonit, s čimer zbudi celo vas. Za kazen stražnik norčke razpošlje vsakega nazaj v kraj, s katerega je prišel. 
V delu nastopa pet vaških posebnežev, večini katerih so vzdevki nadeti zaradi njihovih ponavljajočih se fraz. Tako Tantadruj vsak stavek prične s »Tantadruj« (narečno »ta in ta in drug«), Luka Božorno-boserna ljudi pozdravlja z »božorno-boserna« (mešanica italijanskega pozdrava Buon giorno 'dober dan' in Buona sera 'dober večer'), Furlan Rusepatacis redkokdaj izjavi kaj drugega kot »Pha! Raus e patacis, repa in krompir!«, Žakaj pa ves čas radovedno sprašuje »žakaj«. Zaradi jezikovne omejenosti je komunikacija med njimi in okolico minimalna. V delu se srečamo tudi z Maticem Enaka palica, ki mu je bil vzdevek dodeljen, zato ker neprestano obrezuje leskovo palico, da bi bila na vseh koncih enaka. 

## Tema in motivi
Osrednja tema v delu ni hrepenenje po smrti, temveč hrepenenje po sreči. Tantadruj si želi umreti, ker v svojem življenju ne najde smisla. Njegovo iskanje raznih načinov, kako bi umrl, je iskanje poti do sreče. Bistevno vprašanje v delu je svoboda posameznika, ki naj bi imel pravico, da lahko sam odloča, kaj bo storil s svojim življenjem, vendar mu ljudje, ki veljajo za moralno avtoriteto, to pravico jemljejo.
Motiv vaških posebnežev je motiv socialnega realizma, saj so posebneži prikrajšani, so t. i. mali ljudje. Poleg tega pa so tudi uporniki proti uzakonjenemu redu med ljudmi. Vendar v ospredju ni realna stvarnost, ampak posameznik, ki išče smisel življenja, kar je eksistencialistična prvina. 
Motiv zvoncev, ki jih zbira Tantadruj, imajo simbolni pomen. Zvonce nabira za mučenike, za druge, zato so simbol dobrohotnosti in darovanja. Podoben pomen ima tudi Tantadrujeva pesmica, saj poje: "Nabiram jaz zvonce in vsi so za vas!".

## Objave
Po prvi izdaji 1959 je bil Tantadruj desetkrat ponatisnjen (1964, 1970, 1971, 1973, 1977, 1980, 1993, 1995, 1999) in preveden v enajst jezikov. 

### Prevodi
- srbski: Novele, 1960.
- poljski: Tantatin, 1969.
- češki: Rantadruj a tři blázni, 1970.
- slovaški: Balada o trúbke a oblaku, 1972.
- bolgarski: Hljab i štastie : prevod ot slovenski, 1974.
- hrvaški: Put u Tolmin i druge pripovijetke, 1974.
- madžarski: Ballada a trombitáról meg a felhőről, 1975.
- ruski: Тантадруй, 1988.
- italijanski: Tantadruj = Stostollà, 1981.
- gruzinski: Gazaphulis dghe, 1983.
- nemški: Tantadruj, 1984, 1994 in 1995.